# Movimiento de Independencia de Mongolia Interior

Territorios dentro de una Gran Mongolia.

El Movimiento de Independencia de Mongolia Interior, también conocido como el Movimiento de Independencia de Mongolia del Sur, es un movimiento por la independencia de Mongolia Interior (también conocida como Mongolia del Sur) y la separación política de Mongolia Interior de la República Popular China. Está liderado principalmente por la diáspora mongola en países como Japón y Estados Unidos, y en algunos países europeos.

La bandera de Mongolia del Sur, el "Sagrado Cielo Azul"

El movimiento está dirigido principalmente por tres organizaciones populares: el Partido del Pueblo de Mongolia Interior, dirigido por Temtsiltu Shobtsood (Xi Haiming); la Alianza Democrática de Mongolia Interior, dirigida por Hada; y el Partido de la Unión Liberal de Mongolia, dirigido por Olhunud Daichin. Los objetivos declarados de las tres organizaciones son la secesión de Mongolia Interior de la República Popular China y el establecimiento de un estado independiente en Mongolia Interior o la unificación de Mongolia Interior con "Mongolia del Norte" (también conocido como el estado de Mongolia).